# Shun’ichirō Okano
Shun’ichirō Okano (jap. 岡野 俊一郎, Okano Shun’ichirō; * 28. August 1931 in Tokio; † 2. Februar 2017 ebenda) war ein japanischer Fußballfunktionär sowie früherer Fußballspieler und -trainer.

## Karriere
1955 debütierte Okano in der japanischen Fußballnationalmannschaft, für die er insgesamt zwei Länderspiele bestritt.
Bei den Olympischen Spielen 1964 in Tokio und 1968 in Mexiko-Stadt war er unter Ken Naganuma Co-Trainer der Olympiaauswahl. 1970 wurde er Naganumas Nachfolger als Trainer der Nationalmannschaft, behielt dieses Amt jedoch nur für einige Monate.
Anschließend wurde Okano Sportfunktionär: Von 1977 bis 1991 war er Generalsekretär des Nationalen Olympischen Komitees, danach Mitglied des Exekutivkomitees, von 1979 bis 2007 Mitglied der Vereinigung der Nationalen Olympischen Komitees (ANOC), von 1975 bis 1991 Direktor des Japanischen Amateursportverbandes, von 1985 bis 1990 Vizepräsident der General Association of Asian Sports Federations (GAASF), von 1990 bis 2012 Mitglied des Internationalen Olympischen Komitees (IOC), danach Ehrenmitglied, von 1998 bis 2002 Präsident des Japanischen Fußballbundes, anschließend Ehrenpräsident und seit 2008 Chefberater, von 2002 bis 2004 Präsident der East Asian Football Federation.
Am 2. Februar 2017 verstarb Okano in einem Krankenhaus in Tokio an den Folgen von Lungenkrebs.

## Auszeichnungen
Für seine Verdienste erhielt er 1990 den Kulturpreis der NHK und die Medaille am Blauen Band der japanischen Regierung, 1991 den Kulturpreis der Präfektur Tokio, 2003 den Orden „Blauer Drache“ der südkoreanischen Regierung, 2004 den Orden der Aufgehenden Sonne (3. Klasse), 2005 Aufnahme in die Japan Football Hall of Fame, 2012 den Olympischen Orden in Silber und die Ernennung zur Person mit besonderen kulturellen Verdiensten der japanischen Regierung.